# Comps-sur-Artuby
 Comps-sur-Artuby  es una población y comuna francesa, que se encuentra en la región de Provenza-Alpes-Costa Azul, departamento de Var, en el distrito de Draguignan y cantón de Comps-sur-Artuby.

## Demografía
| 282 | 242 | 206 | 271 | 272 | 280 |
| Para los censos de 1962 a 1999 la población legal corresponde a la población sin duplicidades (Fuente: INSEE [Consultar]) |     |     |     |     |     |